# Hujra Shah Muqim
Hujra Shah Muqim é uma cidade do Paquistão localizada na província de Punjab.